# Ceresium yodai
Ceresium yodai là một loài bọ cánh cứng trong họ Cerambycidae.